# Hiperpłaszczyzna
Hiperpłaszczyzna (dawn. zbiór liniowy) w przestrzeni euklidesowej n-wymiarowej to zbiór rozwiązań równania postaci:
{\displaystyle a_{1}x_{1}+a_{2}x_{2}+\ldots +a_{n}x_{n}=b,}
gdzie nie wszystkie współczynniki {\displaystyle a_{i}} są zerami.
Hiperpłaszczyzna ma wymiar o 1 mniejszy niż przestrzeń, w której się zawiera. Na przykład w przypadku przestrzeni 2-wymiarowej jest to prosta, 3-wymiarowej – płaszczyzna. Innymi słowy hiperpłaszczyzna jest podprzestrzenią afiniczną wymiaru {\displaystyle n-1,} zanurzoną w przestrzeni {\displaystyle \mathbb {R} ^{n}.}
Uogólnieniem hiperpłaszczyzny jest hiperpowierzchnia.